# 2023年巴厘岛中国情侣命案
2023年5月1日中国情侣巴厘岛遇害案，也称中国游客巴厘岛遇害事件。是指在2023年5月1日上午6時34分許，印尼峇里省巴東縣南庫塔區金巴蘭海灘峇里島洲际酒店（InterContinental Bali Resort）发生命案，造成2人死亡，其中為男性游客和女性游客，均為中国公民。當時2名死者均全身赤裸。2人生前是情侣关系。男性名为李馳明，广西桂林平乐附城人（1998年11月—2023年5月1日；25岁）；女性名为程嘉楠，江西九江浔阳八里湖人（2001年12月—2023年5月1日；22岁），為南昌工學院学生，还未毕业。此事件引发关注。当地警方初步断定男子是自杀，女子被男子殺害，警察已排除第三人盗窃行凶可能。中国驻登巴萨总领事馆曾于4月28日发文，提醒五一假期赴巴厘岛旅游的中国公民注意安全。

## 经过
女性死者程嘉楠出生于2001年12月，来自江西。男性死者李馳明出生于1998年11月，来自广西。两人为情侣关系。记者从江西省教育厅处获悉，程嘉楠是南昌工学院学生，还未毕业。事发的酒店InterContinental hote是当地的一处五星级酒店，二人住的酒店房间号为4223，酒店是以程的名义预订的。
据酒店监视器画面显示，女性死者程嘉楠在4月30日晚上8前往酒店登记入住4223号房间。5月1日凌晨零时17分左右，男性死者李馳明乘坐一辆号牌为 DK 1327 EU 的车辆到达酒店大堂，在沙发上等候了一段时间后与程嘉楠会面后一起进入房间。5月1日零时50分左右，李馳明曾离开房间，疑似在隔壁4222号房间门口逗留查看，随后返回自己房间。之后，两人订了餐，有酒店员工在1时17分左右提供送餐服务，服务人员在房间内停留了一段时间后离开。监控画面显示，之后直到6时32分，李馳明爬出房间，期间没有人再进出过4223号房间。
5月5日印尼媒體報導，當地法醫负责人称，对两名死者遗体进行初步检查后发现，男性死者李馳明身上的伤口为利器所致，女性死者程嘉楠的脖子上呈线状的伤疑为绳子等物体压迫而造成。程嘉楠身上没有发现开放性伤口，但其额头、手臂和下肢有擦伤，脖子上有呈线状的瘀伤，生前可能曾遭人勒颈。因其在酒店浴缸内死亡，在其胃中发现大量液体。此外，死者嘴和鼻子中也有流出液体。法医方对其身体中的液体进行毒理学检查，以确定死者生前是否中毒。目前正等待毒理学检查的结果和关于两具尸体检查的进一步指示。澎湃新闻报道当地警方目前无法断定两人是自杀还是被谋杀，需要对证人进行审查，并调查在事发现场发现的闭路电视录像等证据。不过警方透露，受害者的私人物品都在酒店房间内，没有丢失。
5月6日，红星新闻从女方家属处获悉，女方家属已飞抵巴厘岛，当天会和当地有关部门对接。女方家属告诉记者：“我们刚到（巴厘岛），现在要去会见警方。”
5月16日（当地时间），登巴萨警方就中国游客巴厘岛遇害事件表示，汇总了证人说法、闭路电视和法医调查等得出的结论是，这起事件涉及谋杀式自杀，李馳明（男方）先把程嘉楠（女方）杀害，随后用破碎的啤酒瓶刺伤颈部等部位自杀。警方還表示，此次命案的動機是情侶內部問題，此前他們在沙努尔的一家旅馆住宿期间发生争执，男方李馳明的左手因此受伤。

### 专题报道
- 百度跟进 —— 两名中国公民在巴厘岛一酒店身亡 （页面存档备份，存于）